# Leonte Filipescu
Leonte Filipescu (* 18. Oktober 1895 in Bîrlad; † 13. April 1922 in Bukarest) war ein rumänischer Arbeiterführer.

## Leben
Filipescu stammte aus einer Arbeiterfamilie. Während seines Militärdienstes im Ersten Weltkrieg agitierte er unter Soldaten gegen den Krieg. Von 1918 bis 1921 war Filipescu einer der Führer des linken Flügels der Sozialdemokratischen Partei. Er war einer der Organisatoren des Generalstreikes im Oktober 1920 und am Gründungsparteitag der Kommunistischen Partei Rumäniens (Partidul Comunist din România, PCdR) im Mai 1921 beteiligt.
Im Oktober 1921 wurde Filipescu von der rumänischen Geheimpolizei verhaftet und vorgeblich bei einem Fluchtversuch getötet.